# Олександр (Попович)
Попович Олександр Львович (*1832 — †1870) — священник, літератор, громадський діяч Буковини.

## Родина
Родом з Волоки над Черемошем.
Батько: Лев Попович.
Мати: Марта Попович.
Дружина: Вікторія фон Баєр — двоюрідна сестра Юрія Федьковича, (її мати: Марія Дияконович з роду Ганіцьких — рідна сестра матері Ю.Федьковича), померла в 1870-х.

Доньки: Попович Юліета Олександрівна та Попович Аглая Олександрівна.
Син: Попович Омелян Олександрович — видатний педагог, громадсько-політичний діяч Буковини, президент української частини Герцогства Буковина в 1918 році.

## Біографія
о. Олександра (Поповича) висвятили в священники після закінчення університету у 1855 році. Перше призначення отримав у селищі Дорні (Південна Буковина). Пізніже був порохом у Сторонці-Путилів, Сиргіях, Берегометі, Мосурівці.
Скрізь, де працював, парафіяни поважали його за людяність, справедливість, скромність, доброту та співчуття, бо ніколи не займався здирництвом, а брав те, що самі давали.
Олександр Львович був доволі відомим у краї як талановитий письменник-аматор, автор поезій, новел, романів, багатьох етнографічних спостережень-знахідок з життя українців краю. Знали його і як людину з активною громадською позицією.
Помер на 39 році життя. Залишив дружину з трьома дітьми. Доньки невдовзі також померли.
Шкільні товариші Олександра Поповича згадували:
|  | ...він був визначним учеником і добрим бесідником... |

За це користувався повагою у оточення.

## Твори
Олександр Попович написав чимало творів (в основному німецькою мовою). Переклади окремих з них («Чорне озеро», «Цецин», «Дівиця з збанком») його син Омелян надрукує у 1880-х у педагогічному часописі «Каменярі».